# I maniaci
I maniaci è un film a episodi del 1964, diretto da Lucio Fulci, interpretato tra gli altri da Walter Chiari, Enrico Maria Salerno e Barbara Steele.

## Trama

### L'elaborazione
Un carro funebre viene truccato da un abile meccanico perché possa raggiungere elevate velocità.

### Lo sport
Un capoufficio è costretto per una scommessa persa a far prostituire la moglie; quest'ultima incontrerà un sottoposto del marito che si farà pagare caro il silenzio.

### Il sorpasso
Un automobilista preme sempre più sull'acceleratore per non farsi superare, fino a che non si accorge di essere su una strada a fianco dell'aeroporto, e che quello che lo sta sorpassando è un jet in fase di decollo.

### L'hobby
Due donne, l'una la moglie l'altra l'amante di un industriale, sospettano, viste le sue ingiustificate assenze, la presenza di una terza donna. In realtà l'uomo, molto più candidamente, si dedica a partitelle amatoriali di calcio.

### I consigli
Due coniugi in auto discutono sullo stile di guida, e finiranno contro un autocarro.

### La protesta
Due amici continuano a lamentarsi su varie questioni politiche, prima durante il ventennio, e successivamente con la stessa dialettica qualunquista nell'epoca contemporanea.

### Il pezzo antico
Marito e moglie battono la campagna in cerca di oggetti d'antiquariato: finiranno in un convento, dove acquisteranno numerosi manufatti antichi che, alla fine, si riveleranno oggetti prodotti in serie da un mobilificio locale.

### La parolaccia
Lo scrittore Ilario Baietti, per cercare di fare successo con i suoi lettori, chiede consigli per scrivere meglio al celeberrimo Castelli (che ricorda molto dai temi dei suoi romanzi Alberto Moravia), scrittore famoso per aver scritto alcuni scritti d'annata della letteratura trasgressiva italiana, arrivando tuttavia ad essere rinnegato dallo stesso Castelli durante una conferenza.

### Lo strip
Un frequentatore di locali notturni a luci rosse, una volta nella propria abitazione, nello svestirsi adotta lo stesso stile delle spogliarelliste.

### Le interviste
Un ministro ripete sempre la stessa risposta ad ogni domanda dei giornalisti: “Abbiamo provveduto a fare nominare una commissione che... nel quadro di un maggiore e più alto ideale di giustizia”.

### L'autostop
Un automobilista lombardo fa salire in macchina un emigrante siciliano; i pregiudizi di entrambi li porteranno a fuggire l'uno dall'altro abbandonando l'auto.

### La cambiale
Due coppie di coniugi si sfidano nell'acquisto di vari beni a suon di cambiali. Arriveranno alla vecchiaia, indebitandosi anche per il funerale.

### La comica finale - Il week-end
Due ladri, nel tentativo di svaligiare un appartamento, assistono involontariamente agli incontri clandestini della cameriera con un militare e del padrone di casa con la sua amante.

## Colonna sonora
La colonna sonora del film comprende La mia mania cantata da Gianni Morandi nei titoli di testa e di coda, e il brano Mezzanotte presentato al festival di Sanremo 1964 dal trio di origine cubana Los Hermanos Rigual. Altri brani musicali: Ciò che rimane (alla fine di un amore), cantata da Nico Fidenco, Pel di carota, cantata da Rita Pavone e Ogni volta cantata da Roby Ferrante.